# Умець Станіслава В'ячеславівна
Станіслава В'ячеславівна Умець (біл. Станіслава Вячаславаўна Умец; нар. 1991, Берестя) — білоруська письменниця-фантастка. Членкиня Союзу письменників Білорусі.

## Біографія
Станіслава Умець народилася 1991 року в місті Берестя. Навчалася в середній школі № 14, згодом у класі журналістики та історії Берестейського обласного ліцею імені П. М. Машерова. Закінчила Інститут журналістики Білоруського державного університету за спеціальністю «Літературне редагування», магістратуру БДУ. Підвищувала кваліфікацію в Інституті державної служби Академії управління при Президентові Республіки Білорусь.
З 2012 року — редактор у видавництві «Мастацкая літаратура». Паралельно викладає дисципліни «Сучасні техніки та практики редагування» та «Подорожній медіатекст» в Інституті журналістики БДУ.

## Творчість
У 17 років вона написала свій перший роман.
Її оповідання та вірші публікувалися у збірках видавництва «Мастацкая літаратура», журналу «Нёман», газет «Народная трыбуна», «ЛіМ», «Звязда».

## Нагороди
- Переможниця літературного конкурсу «Першацвіт» у номінації «Проза» (2018).
- Національна літературна премія в номінації «Найкращий дебют» за науково-фантастичний роман «Серце Сакри» (2019).